# Asymphylodora demeli
Asymphylodora demeli är en plattmaskart. Asymphylodora demeli ingår i släktet Asymphylodora och familjen Lissorchiidae. Inga underarter finns listade i Catalogue of Life.